# Arizona Department of Public Safety
 (février 2013).
Si vous disposez d'ouvrages ou d'articles de référence ou si vous connaissez des sites web de qualité traitant du thème abordé ici, merci de compléter l'article en donnant les références utiles à sa vérifiabilité et en les liant à la section « Notes et références ».
L’Arizona Department of Public Safety (connu aussi comme Arizona State Police) est la police de l'État américain de l'Arizona, les frontières de sa juridiction étant celles de l'État sur lequel il opère. Il a été créé pour protéger les vies, les biens et les droits constitutionnels des habitants de l'Arizona et aider les services de police locaux.

## Histoire
L'Arizona Department of Public Safety a été créé en 1969 par l'amalgame des Arizona Highway Patrol, Law Enforcement Division of the state Department of Liquor Licenses and Control et Narcotics Division of the state Department of Law. Depuis sa création, il a perdu 28 policiers.

## Composition
Ce DPS regroupe l’Arizona Highway Patrol (Police autoroutière), la  Criminal Investigations Division (police judiciaire), la Technical Services Division et le Director's Office. Selon l'article de Wikipedia en anglais (cf. références) son organigramme détaillé comprend :
- Director
  - Deputy Director
    - Director's Office
      - Agency Ombudsman
      - Budget Office
      - Government Liaison Section
      - Management Services
      - Public Information Office
      - Executive Security Unit
      - Professional Standards Unit

    - Criminal Investigations Division
      - Narcotics and Organized Crime Bureau
      - Investigations Bureau
      - Intelligence Bureau
      - Gang Enforcement Bureau
      - Rocky Mountain Information Network

    - Highway Patrol Division (comprenant 12 districts)
      - North Patrol Bureau
      - South Patrol Bureau
      - Metro Patrol Bureau
        - Motorcycle District
        - DUI Enforcement Squad

      - Canine District
      - Operational Training Section
      - Aviation Section (disposant de 4 hélicoptères  et d'un avion léger)
      - Commercial Vehicle Enforcement Districts

    - Technical Services Division
      - Compliance and Information Services Bureau
      - Records and Identification Bureau
      - Wireless Systems Bureau
      - Information Technology Bureau
      - Operational Communications Bureau
      - Scientific Analysis Bureau
      - Material Resources Bureau

## Armements et véhicules de service

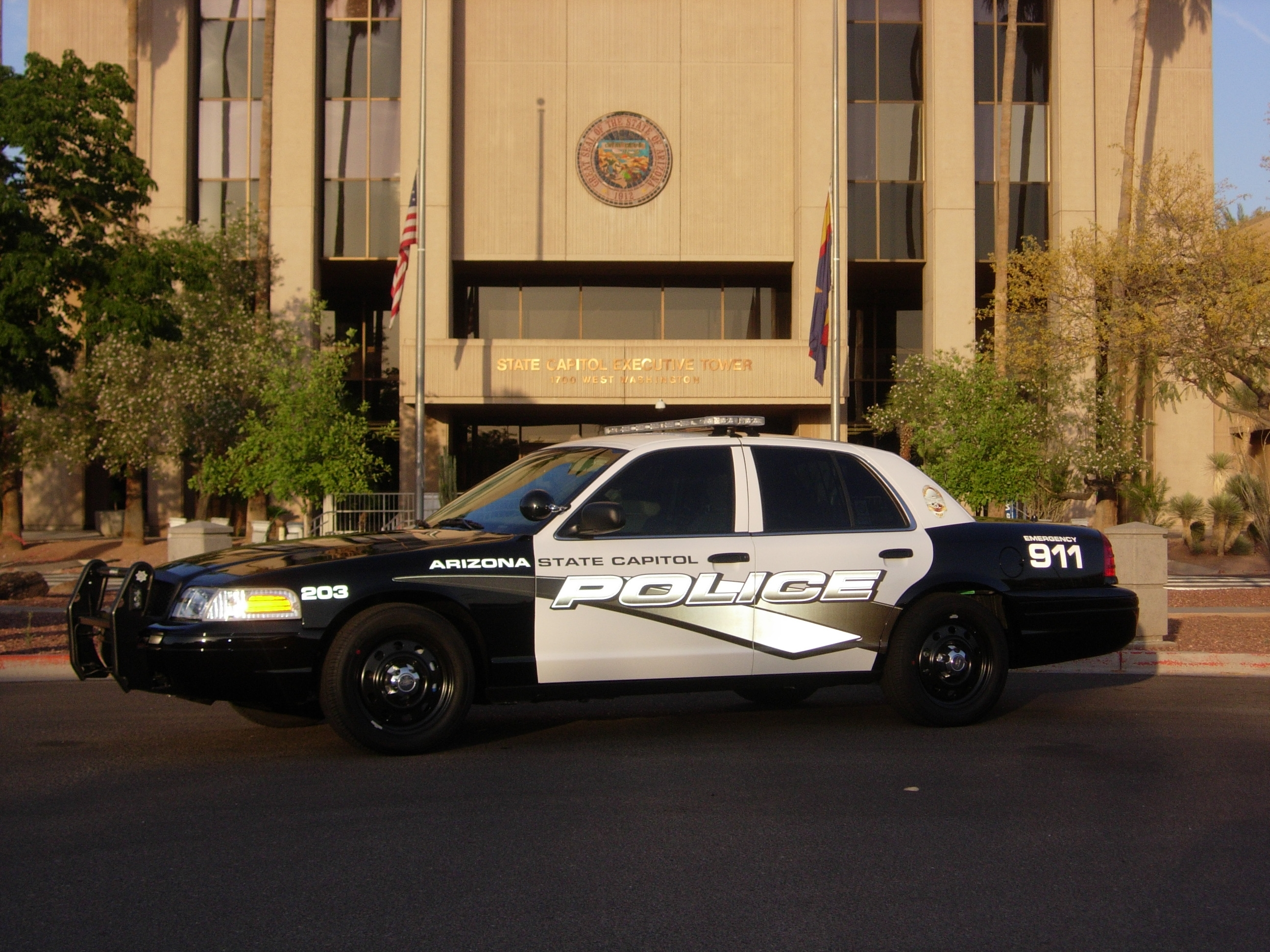
Ford Crown Victoria de l'Arizona State Police

Les armes de services sont les suivantes :
- Pistolets Sig-Sauer P226 ou Sig-Sauer P229 (sa variante compacte)  chambrés en .40 S&W ,
- Carabines de police en calibre .223 Remington sous la forme des Colt AR15A2, Colt M16A2 ou Colt M4 fournies avec des chargeurs de 30 coups,
- et le fusil de police  Remington 870 (calibre 12).

Les carabines et fusils des Arizona DPS/Arizona Highway Patrol sont transportés à bord des voitures de patrouille comme  la   Ford Crown Victoria, dans la version Police Interceptor, et le Chevrolet Tahoe.